# Deutsch-sri-lankische Beziehungen
Die Deutsch-sri-lankische Beziehungen sind  diplomatischen Beziehungen zwischen Deutschland und Sri Lanka. Sie bestehen seit 1953. Im Oktober 2013 wurde das 60-jährige Jubiläum in Berlin gefeiert. 
Mit Ende des 30-jährigen Bürgerkriegs im Jahr 2009 wurde Deutschland ein  wichtiger Partner beim Wiederaufbau sowie Helfer bei der Aussöhnung der verschiedenen Volksgruppen. 
Zusätzlich achtet Deutschland mit seinen Partnern aus der EU auf die Einhaltung der Menschenrechte und die Entwicklung der humanitären Lage.

## Wirtschaft
Deutschland ist der drittwichtigste Absatzmarkt für Sri Lanka. Im Jahr 2014 betrug der Wert der deutschen Einfuhrgüter aus Sri Lanka, welche hauptsächlich aus Kautschuk, Tee und Textilien bestehen, 473,3 Mio. Euro. Der deutsche Export von Maschinen, elektrotechnischen und chemischen Produkten sowie Kraftfahrzeugen, betrug 218,1 Millionen Euro. Deutschland ist Sri Lankas zweitwichtigster Investor aus der EU. Durch Investitionen von 51 deutschen Unternehmen konnten seit 1951 ca. 11.700 einheimische Arbeitsplätze in Sri Lanka geschaffen werden. In den 1950er Jahren wurden diverse Handelsabkommen abgeschlossen, welche als Grundlage für eine bilaterale Kooperation dienen. 1979 wurde ein Doppelbesteuerungsabkommen unterzeichnet, welches reduzierte Steuersätze auf Dividenden und Zinsen für beide Staaten bietet.

### Abkommen
- Handelsabkommen (1950, 1955, 1958)
- Investitionsförderungs- und -schutzabkommen (2000)
- Rahmenabkommen über Technische Zusammenarbeit (1973)
- Luftverkehrsabkommen (1973, 1995)
- Doppelbesteuerungsabkommen (1979)[2]

## Bildung
- 1999 eröffnete das Südasien-Institut Heidelberg (SAI) eine Zweigstelle in Colombo. Im Jahr 2014 konnten das SAI und die Universität von Colombo ihre Beziehung durch ein Memorandum of Understanding vertiefen.[5]
- Seit 1957 hat das Goethe-Institut einen Sitz in Colombo. Das Engagement des Instituts konzentriert sich vor allem auf die Bereiche des kulturellen Austauschs und dem Angebot sprachlicher Fortbildungsmöglichkeiten.[6]
- Der Deutsche Akademische Austauschdienst (DAAD) gründete 1960 einen Zweig in Indien und bietet dort unter anderem auch Stipendien und Austauschprogramme für Studenten aus Sri Lanka und Deutschland an.[7][8]

## Tourismus
Deutsche Besucher stellten mit 85.470 Reisenden im Jahr 2013 die drittwichtigste Touristengruppe für Sri Lanka dar.
Das durch den Tsunami 2004 und den bis 2009 andauernden Bürgerkrieg verursachte Tourismustief wurde in den nachfolgenden Jahren durch stetig steigende Besucherzahlen überwunden. So konnte Sri Lanka 2014 ein Tourismuswachstum deutscher Reisender von etwa 21 % (2013: 85.000; 2014: 103.000) verzeichnen.

## Entwicklungszusammenarbeit
Im Rahmen regionaler Programme ist Deutschland seit 1958 in Sri Lanka entwicklungspolitisch engagiert. Im Hinblick auf die noch nicht abgeschlossenen Aussöhnungs- und Friedensprozesse liegt der Fokus der Zusammenarbeit vor allem auf Krisenprävention und Friedensentwicklung. Zu diesem Zweck wurden Programme zur sozialen Integration und Transformation sowie Friedenserziehung etabliert. Weitere Maßnahmen sind Projekte für berufliche Bildung im Norden und Osten des Landes.